# ワジリスタン紛争

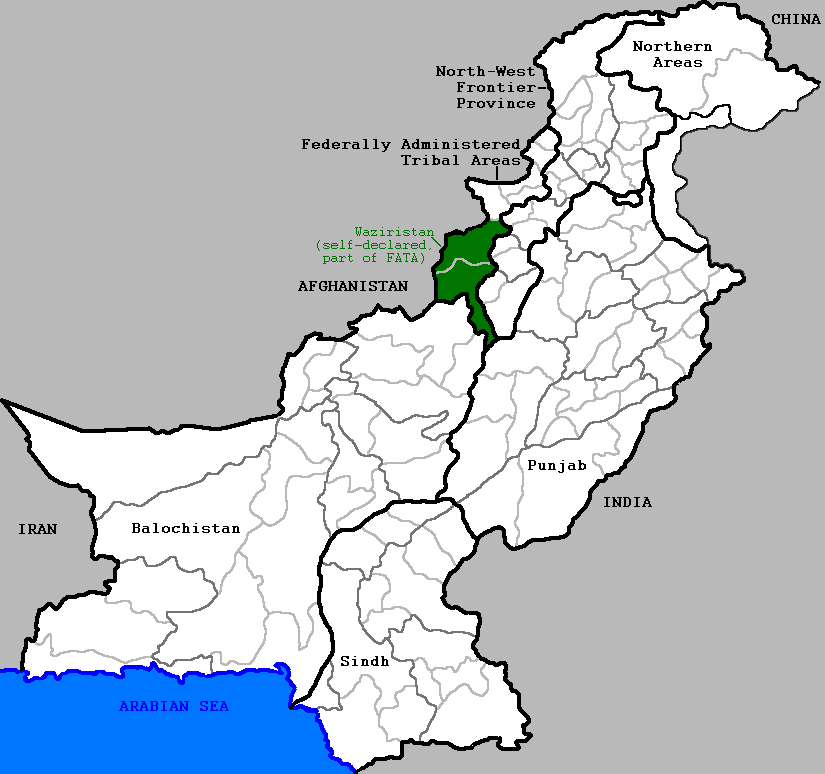
パキスタン全土地図。緑色のエリアがワジリスタン。

ワジリスタン紛争（ワジリスタンふんそう）は、有志連合諸国のアフガニスタン侵攻以降に、パキスタン北西部のワズィーリスターン（ワジリスタン）を含む連邦直轄部族地域および北西辺境州（現：カイバル・パクトゥンクワ州）やアフガニスタン・パキスタン国境のデュアランド・ライン地帯で発生した、パキスタン政府及びアメリカ合衆国を始めとする不朽の自由作戦参加の有志連合諸国と、ワジリスタンに潜伏するタリバンやアルカイダやそれを支持する現地部族勢力のパキスタン・ターリバーン運動等との戦いの総称。

## 前史
パシュトゥーン人はアフガニスタンのヒンドゥークシュ山脈とパキスタンのスライマーン山脈の間に分布する民族である。現在の総数は2800万人に及ぶ。しかし19世紀のロシア帝国と大英帝国の勢力圏争いにより、パシュトゥーン人の領域はスライマーン山脈を境に２つの国に分断されてしまった（デュアランドライン）。スライマーン山脈のパシュトゥーン人はアフガニスタン側のパシュトゥーン人とは異なり自治権を獲得しただけで満足し、パキスタンに編入された。しかしパシュトゥーン人にとってパキスタンはパンジャーブ人などの異民族の国であり、立小便の是非というレベルで風習が違い、共通項はイスラム教しかない。スライマーン山脈のパシュトゥーン人は連邦直轄部族地域という自らの領域を確保し、大統領命令以外はパキスタンの法にも従わなくても良いとする相互不干渉により、パキスタンにとどまっていた。
一方、パキスタンは独立以降インドに負け続け、1970年代の第三次印パ戦争で現在のバングラデシュである東パキスタンを失った。その後パキスタンはインドのヒンドゥー・ナショナリズムに対抗するためにイスラム化を進め、インドの核戦力に対抗するために核実験を行い、後背の安全を確保するためにターリバーンを支援してアフガニスタンに親パキスタン政権を樹立し、２倍の兵力を持つインド軍にカシミール紛争で対抗するためにイスラーム過激派を育成した。
ところが2001年にアメリカ同時多発テロ事件が発生した。アメリカ合衆国はアフガニスタンへの兵站を確保するために、パキスタンの港湾を必要としていた。アメリカ合衆国国務副長官のアーミテージはパキスタンの首脳に対して、アメリカの敵になるのなら「空爆して石器時代に戻す」と脅迫した。一方、パキスタンもアメリカの助けが必要だった。パキスタンの経済は核実験以降の制裁などにより破綻寸前だった。しかしアメリカの要求に応じてテロとの戦いに参加することは、今まで苦心して築き上げてきたターリバーンやカシミール過激派との関係を破壊し、ウサーマ・ビン・ラーディンを英雄だと思っている大多数のパキスタン国民や国内のイスラム教指導者、軍統合情報局（ISI）や軍内部の親イスラム勢力を敵に回し、最悪の場合、国家が分裂するようなリスクを背負うことになる。パキスタンのムシャラフ大統領は難しい決断を迫られた。
2001年9月19日、ムシャラフ大統領はテロとの戦いに参加すると表明した。10月7日にアメリカ合衆国を中心とした有志連合諸国や北部同盟がターリバーン政権を攻撃すると、連邦直轄部族地域を中心としたパキスタンやアフガニスタンの国境地帯は、ターリバーン残党やアルカーイダの恰好の潜伏場所となった。

## 経過

### 開戦～ワジリスタン合意（2001年～2006年）
2001年12月、アフガニスタン・パキスタン国境地域のアフガニスタン側でアル・カーイダ掃討作戦を行っていた米軍に呼応する形で、パキスタン側に逃れてきたアル・カーイダを待ち受けるべく、パキスタン軍は独立以来初めて部族地域に進駐した。しかしアルカーイダやターリバーンの幹部はワジリスタンではなく、バローチスタ－ン州の州都クエッタに集結していた。2003年10月、パキスタン軍は南ワジリスタンに出撃し、2004年2月から大規模な軍事作戦を展開した。
2003年12月にはパルヴェーズ・ムシャラフ大統領を狙った暗殺未遂事件が発生した。2004年3月16日、南ワズィーリスターン管区の中心地ワナにアルカーイダの幹部アイマン・ザワーヒリーが潜伏している情報を察知したパキスタン軍はワナを攻撃し、ターリバーンの間で激しい戦闘が起こった（ワナの戦い）。2004年4月、パキスタン政府は南ワジリスタンの3つの武装勢力と和平協定を結んだ。しかしこれらの協定は戦闘の停止には結びつかず、6月にはアメリカ軍が攻撃に参加し、ヘルファイアミサイルでアルカーイダとターリバーンの訓練キャンプを運営するネク・ムハンマド・ワズィールを殺害している。ネクの勢力はバイトゥッラー・マフスードが引き継ぎ、戦闘を続けた。
2005年3月、パキスタン軍は地元部族と和平合意し、地元部族が外国人勢力を立ち退かせるという約束をさせたが、約束はすぐに形骸化した。その後、パキスタン軍は逃亡した過激派を追って北ワジリスタンに進撃した。
ハリド・シェイク・モハメド（2003年パキスタン軍によりラーワルピンディーで逮捕）、アブー・ファラジュ・アッ＝リービー（2005年5月パキスタン軍によりペシャーワルの北にあるマルダーンで逮捕）、ハイサム・アル・イエメニ（2005年5月CIAの無人攻撃機により殺害）、2005年12月アブ・ハムザ・ラビア（2005年5月CIAの無人攻撃機により殺害）などアルカーイダのナンバー3が次々と逮捕・殺害された。2006年1月13日、アメリカ軍はアフガニスタン国境に隣接するバージャウル管区のダーマドーラへの空爆（ダーマドーラ空爆）を開始した。
2006年、過激派側が体制を立て直して軍に対する反撃を始め、対ゲリラ戦用の装備を所有していないパキスタン軍の損害が増大した。パキスタン軍は8万5千人の部隊を動員し、3年間で戦死432名・負傷1200名の激戦の末、800人のテロリストを殺害し、1400人を逮捕したことに満足し、2006年9月に北ワジリスタン和平合意を結んだ。また2007年3月、バージャウルにおけるターリバーンの指導者ファクリ・モハンマド（en:Faqir_Mohammed）とも和平合意を結んだ。
北ワジリスタン合意は以下のような内容だった。
- パキスタン軍は、北ワズィーリスターンの部族地域でのインフラ再構築を援助する。
- 外国人武装勢力はパキスタンの領土を使用出来ない。
- ターリバーンなどの武装勢力への支援は容認されない。パキスタン軍は北ワズィーリスターンに進駐し、監視にあたる。
- パキスタン政府は、戦闘による犠牲者と財産の補償を部族指導者に行う。

しかし連邦直轄部族地域ではアフガニスタンから逃れてきたターリバーンの影響などにより、2004年頃から部族社会の統制に従わないイスラム原理主義思想を持つ過激派（パキスタン・ターリバーン）が育っており、イスラム的ではない住民や部族長を公開処刑にかけていた。また和平合意後にパキスタンからの越境攻撃は倍増した。一方、パキスタン国民はアメリカ合衆国の無人攻撃機「RQ-1 プレデター」による無断越境攻撃で被る民間人の被害に反感を募らせていた。

### ラール・マスジッド籠城事件～ムシャラフ退陣（2007年～2008年）
2006年10月、バージャウル管区のマドラサ（イスラム神学校）が空爆され、過激派の訓練生80人が死亡した（バジョール空爆事件）。それに対する報復としてダルガイの陸軍新兵訓練所が爆破され兵士40人が死亡した（ダルガイ事件）。
2007年1月、首都イスラマバードにあるラール・マスジッド（赤いモスク）付属のマドラサの女学生がモスクの一部を取り壊されたことに対する抗議のため近所の児童図書館に立てこもった（ラール・マスジッド籠城事件）。女学生を取り締まるための女性警察官を十分に準備できなかった警察が手をこまねいているうちに、この抗議運動は長期化・過激化し、自警団が近隣のイスラム的ではない中国人の店舗を襲撃するに至った。中国から抗議を受けたムシャラフ大統領は7月3日に制圧作戦を命じたが、この事件にはモスクの最高責任者なども加担しており死者は102人に達した。ラールマスジッドのマドラサはパキスタンの大統領ムハンマド・ジア＝ウル＝ハクの後援のもとにソ連軍と戦うムジャーヒディーンを輩出した学校だった。ラールマスジッドの学生の多くは部族地域出身であり、ターリバーンの関係者らも含まれていたという。そのため、ラール・マスジッド事件後に、その報復と見られる治安部隊を狙った自爆テロが相次いだ。7月15日にはターリバーンは北ワジリスタン和平合意破棄を宣言し、戦闘が再開されることとなった。
第1次スワートの戦い（10月25日 - 12月8日）が始まる。11月3日、ムシャラフ大統領は全土に非常事態宣言を発令し、憲法は停止された。12月15日に非常事態は解除されたが、ムシャラフ大統領の再選問題に絡む統制であるという声があふれ、反発は強まった。さらに12月27日にはパキスタン人民党党首、ベーナズィール・ブットーが暗殺され、反ムシャラフ勢力と政府側の衝突はより激しくなった。
12月、ターリバーンを支持するパキスタン人武装勢力を統合する目的で、パキスタン国内の13のターリバーン系組織が合体してパキスタン・ターリバーン運動が発足した。最高指導者はバイトゥッラー・マフスード。
2008年1月、アメリカ軍はアルカーイダの序列3位で報道官兼ゲリラ戦の専門家のアブー・ライス・アッ＝リービーを無人攻撃機によって爆殺した。
2月7日、パキスタン・ターリバーン運動指導者のバイトゥッラー・マフスードによって和平が提案され、5月21日にパキスタン軍はスワート渓谷（スワート地区）から徐々に撤退して捕虜を返還する代わりに、武装勢力は自爆テロを中止して訓練キャンプを閉鎖するという合意が行われた。しかしなおも衝突はやまず、和平は実現しなかった。
9月はじめ、政府支持の部族勢力はターリバーンと戦うことを宣言し、3万人の部隊を組織した。

### ザルダーリー政権（2008年～2012年）
2008年8月18日、ムシャラフ大統領は退陣し、ブットーの夫であったアースィフ・アリー・ザルダーリーが新大統領となった。大統領交代後、アメリカ軍は連邦直轄地域での攻撃を強化した。9月23日、アルカーイダがイスラーマーバードのマリオットホテルを攻撃し、多数の死傷者が出た（イスラマバード・マリオット・ホテル爆破テロ事件）。このテロ攻撃への報復としてパキスタン軍とアメリカ軍は共同してバージャウル管区を攻撃し、1000人以上の武装勢力を殺害した。10月頃から過激派勢力はアフガニスタンに向かうNATOや国際連合世界食糧計画の輸送隊を攻撃し始めた。国境地帯の要所であるカイバル峠は激しい戦いの場となった。

### 2009年
2009年2月3日、NATOはカイバル峠の補給ルートを切断し、別ルートからの輸送に切り替えた。2月16日、パキスタン北西辺境州政府は、同州マラカンド地区のターリバーンとの間で和平協定を結んだ。協定では、同地域からのパキスタン国軍の撤退及びイスラーム法（シャリーア）の導入などで合意。事実上、マラカンドとスワートにおいてターリバーンによるイスラーム法導入を認めた。この協定は欧米諸国やアフガニスタン、インドなど周辺諸国を含め「過激派に降伏した」として、国際的な非難を浴びた。
ターリバーンは、同地域でシャリーアに則った独自の統治を開始し、男性の髭を剃ることを禁じ、ヴェールの着用の強制、女子の教育を禁じて女子校を破壊した。イスラーム法に違反したとされる者は、ターリバーンのメンバーにより、「ムチ打ち」や斬首などの私刑を受けた。
ターリバーンは、イスラーム法地域を拡大し、周辺のバンヌ辺境地区にまで支配域を拡大した。4月20日、スワート地区の中心都市ミンゴラで、「イスラーム法強化運動」（テフリーケ・ナファーゼ・シャリーアテ・ムハンマディー、TNSM）の指導者スーフィー・ムハンマドが支持者に説教を行い、民主主義がイスラームに反するとし、今後、裁判官、弁護士、政府派のウラマー協会などは、「反逆者」だと語り、4月23日までに全ての政府から派遣された裁判官は、同地域から出ていくよう警告し、 出て行かない場合は実力行使に出ることを表明した。またターリバーンは州政府と合意されたブネール地区からの撤退に応じず拠点を築いていた。
4月22日、ターリバーンはスワート地区に隣接するシャングラ地区を無抵抗で制圧し、首都イスラマバードに迫る勢いで勢力圏を広げた。26日からパキスタン軍は、ブネール地区とロウワー・ディール地区に対する攻撃を開始した。28日、パキスタン軍はディール地区を制圧したと発表した。
これに対し、ターリバーンは5月4日、攻勢を開始してスワート地区を攻撃した。同地区・ミンゴラの警察署、発電所、検問を襲撃して、商業地域や主要道路を占拠。銃撃戦で治安部隊員2名が死亡している。これにより、停戦は事実上崩壊した。
パキスタン軍主席報道官のアサル・アッバース少将によると、8日のスワート地区での戦闘で、武器保管庫や訓練キャンプに対する攻撃により、過激派140人が死亡、パキスタン軍も兵士2人が死亡したと発表した。また、ブネール、ロウワー・ディール両地区での戦闘で、31人の過激派を殺害、兵士3人が死亡したと述べた。　一方でターリバーンが、一般市民を「人間の盾」として利用しており、戦闘地域からの避難を妨害しているとした。ミンゴラでは、避難民の列にターリバーンが迫撃砲を打ち込んだと、難民の一人が証言した。また、地元の少年らを拉致して自爆テロ要員にするために南ワズィーリスターン管区に連行した可能性があるという。
第2次スワートの戦い（5月16日 - 7月15日）が始まる。5月27日、ラーホールで自爆テロが発生。30人が死亡した。翌28日にも北西辺境州で3件のテロがあり、14人が死亡。攻撃を続けるパキスタン政府に対する報復テロと見られる。5月30日、パキスタン軍のアサル・アッバース報道官は、同軍がスワート地区の最大都市ミンゴラをターリバーンから奪還したと発表した。ただし、ミンゴラ周辺ではまだ、散発的な戦闘が続いているとしている。これまでの戦闘で、多くの難民が発生しており、約200万人がスワート地区から脱出。16万人が難民キャンプで劣悪な生活を強いられており、国連は人道上の危機が起こることを懸念している。
8月6日、パキスタン情報当局はパキスタン・ターリバーン運動の指導者のバイトゥッラー・マフスードがアメリカの無人偵察機による空爆で死亡したと発表した。パキスタン・ターリバーン運動の幹部のカファヤート・ウッラーもマフスードの死亡を確認した。後任の指導者には、マフスードの親戚であるハキームッラー・マフスードが選ばれた。
10月19日、パキスタン軍は南ワズィーリスターン地区に軍部隊を進攻させ、空軍による空爆を含む大規模なターリバーン及びイスラーム過激派掃討作戦を開始。これまでに過激派90人を殺害。パキスタン軍兵士も13人が戦死した。南ワズィーリスターンには28万の過激派組織の戦闘員がいるとされ、1万人のターリバーン兵と1000人のウズベク人、アラブ人戦闘員で構成されているとされる。

### 2010年
- 2010年3月、アルカーイダの若手有力幹部のフセイン・アル・イエメニがアメリカ軍の無人攻撃機により爆殺された。
- 2010年5月21日、アルカーイダのナンバー3で財政責任者兼アフガニスタンの「最高司令官」のサイード・アル=マスリー（別名：ムスタファ・アブ・アルヤジド）がアメリカ軍の無人攻撃機により殺害され、6月1日にアルカーイダが公式にこれを認めた。
- 2010年9月、サイード・アル=マスリーの後任のシェイク・モハンマド・ファテフ・マスリがアメリカ軍の無人攻撃機により殺害された。
- 2010年12月7日、ムフマンド管区（英語版）のガラナイ総合行政庁舎で自爆テロ攻撃があり、40人以上が死亡、60人が負傷した。当日は、庁舎内で部族会議があり、出席する部族長老、政府高官、反ターリバーン組織関係者らが標的となった。このテロについては、パキスタンのターリバーン運動が犯行声明を出している[11]。

- 2011年5月2日（米国現地時間5月1日）、アメリカ軍の特殊部隊が、潜伏先と見られていたイスラマバード郊外のアボッターバードにある邸宅でビン=ラーディンを殺害した[12]。

### フセイン政権（2013年～2018年）
2013年、マムヌーン・フセインがパキスタンの大統領に就任した。
2018年5月31日、憲法改正によって連邦直轄部族地域はカイバル・パクトゥンクワ州に統合された。